# Ian R.H. Telford
Ian R.H. Telford (1941) es un botánico, taxónomo, y docente, australiano.

## Biografía
En 2010, obtuvo su M.Sc. por la Universidad de Nueva Inglaterra, y es curador honorario del Herbario Beadle de la Universidad de Nueva Inglaterra. Publica habitualmente, entre otras en Telopea (revista).

## Algunas publicaciones
- p.m. Sebastian, h. Schaefer, r. Lira, i.r.h. Telford, s.s. Renner. 2012. Radiation following long distance dispersal: the contributions of time, opportunity and diaspore morphology in Sicyos (Cucurbitaceae). J. of Biogeography 39: 1427–1438

- m.l. Stimpson, p.h. Weston, i.r.h. Telford, j.j. Bruhl. 2012. First instalment in resolution of the Banksia spinulosa complex (Proteaceae): B. neoanglica, a new species supported by phenetic analysis, ecology and geography. Phytokeys 14: 57–80

- i.r.h. Telford. 2012. Gaultheria viridicarpa, a new name in Ericaceae: Vaccinioideae. Telopea 14: 77–81

- ------------------, p. Sebastian, p.j. de Lange, j.j. Bruhl, s.s. Renner. 2012. Morphological and molecular data reveal three rather than one species of Sicyos (Cucurbitaceae) in Australia. N. Zealand and islands of the South West Pacific, Austral. Syst. Bot. 25: 188–201

- ------------------, ---------------, -----------------, -------------, ---------------. 2011. Cucumis (Cucurbitaceae) in Australia and eastern Malesia, including newly recognized species and the sister species to C. melo. Syst. Bot. 36: 376–389. doi: 10.1600/036364411X569561

- ------------------, hanno Schaefer, werner Greuter, susanne s. Renner. 2011. A new Australian species of Luffa (Cucurbitaceae) and typification of two Australian Cucumis names, all based on specimens collected by Ferdinand Mueller in 1856. PhytoKeys 5: 21-29

## Honores

### Epónimos
- (Campanulaceae) Wahlenbergia telfordii G.T.Plunkett & J.J.Bruhl[2]

- (Pittosporaceae) Cheiranthera telfordii L.W.Cayzer & Crisp [3]